# 津雲睦美
津雲睦美（日语：津雲むつみ，1952年2月3日—2017年3月4日），日本漫畫家，本名北川睦美。

## 經歷
石川縣鳳至郡能登町出身。1967年，15歳時以作品〈幸子の星〉出道，此後活躍於漫畫界，有多部作品改編為真人版電視劇。
1979年以《彩りのころ》榮獲第5屆日本漫畫家協會賞之優秀賞，1993年以再度得到同一獎項（第22屆）。
2010年5月22日能登町任命她為「故鄉大使」。
2017年3月4日因肺癌病逝，享壽65歳。